# فيلانوفا دي كامبوسامبيرو
فيلانوفا دي كامبوسامبيرو (بالإيطالية: Villanova di Camposampiero )‏ هي بلدية في مقاطعة باذوة، في فنيتة بشمال شرق إيطاليا، وتقع على بعد 30 كيلومترًا (19 ميلًا) غرب مدينة البندقية و11 كيلومترًا (7 ميلًا) شمال شرق باذوة.